# ديرامة متدلية الزهر
دِيرَامَة متدلية الزهر نوع من جنس ديرامة من الفصيلة السوسنية المتوطنة في جنوب إفريقيا. أزهارها كبيرة القد قطرها نحو ٤ سم. لونها أبيض أو بنفسجي. تنويرها يستمر طوال شهر حزيران.